# Norton AntiVirus Plus
Norton Antivirus Plus est un logiciel antivirus pour les systèmes d'exploitation Windows et Mac édité par la société américaine NortonLifeLock.
Le logiciel est décliné en trois versions :
- Norton Antivirus : antivirus et antiphishing seulement ;
- Norton 360 (en) : suite offrant une protection optimum et divers outils de sauvegarde de données en ligne et d'optimisation du PC.

## Controverse
Ce logiciel est souvent offert pour une période d'essai de 30 jours à trois mois à l'achat d'un ordinateur, ce qui explique en partie sa part de marché importante chez les particuliers. Cependant, cette pratique est dénoncée par certains comme étant de la vente liée.

## Historique
Développé par Peter Tippett, le premier logiciel antivirus « Vaccine » est revendu à Symantec en 1992 et renommé à cette occasion Norton Antivirus.